# 大北沟水库
大北沟水库是中国陕西省咸阳市乾县境内的一座水库，位于漠谷河上，建于1962年。水库正常库容为2980万立方米，集雨面积为372平方千米，海拔为565米。